# Odontaster benhami
Odontaster benhami is een zeester uit de familie Odontasteridae.
De wetenschappelijke naam van de soort werd in 1925 gepubliceerd door Theodor Mortensen.